# Diyarbakır Atatürk Stadyumu
Das Diyarbakır Atatürk Stadyumu (deutsch Atatürk-Stadion Diyarbakır) war ein Fußballstadion in der türkischen Stadt Diyarbakır, Südostanatolien.
Das Stadion bot 12.963 Sitzplätze und war die Heimstätte des Fußballvereins Diyarbakırspor. Die Anlage wurde 1960 fertiggestellt. Am 3. Mai 2000 fand hier das Endspiel im türkischen Fußballpokal 1999/2000 zwischen Galatasaray Istanbul und Antalyaspor statt. Galatasaray siegte mit 5:3 nach Verlängerung. Im Oktober 2016 begannen die Abrissarbeiten. Es wurde durch das Diyarbakır Stadyumu ersetzt.